# Hofmannistella
Hofmannistella is een geslacht van uitgestorven slangsterren uit de familie Ophiuridae.

## Soorten
- Hofmannistella transdanubica Detre, 1971 †